# Toxorhynchites auripes
Toxorhynchites auripes är en tvåvingeart som först beskrevs av Edwards 1935.  Toxorhynchites auripes ingår i släktet Toxorhynchites och familjen stickmyggor. Inga underarter finns listade i Catalogue of Life.